# 橿原市コミュニティバス
橿原市コミュニティバス（かしはらしコミュニティバス）とは、奈良県橿原市が奈良交通（奈良交通葛城営業所）に委託し公共交通機関空白地域の解消や藤原宮跡などの文化財の周遊、橿原市昆虫館・橿原市営香久山墓園など公共施設へのアクセス改善を図る目的で運行しているコミュニティバスである。

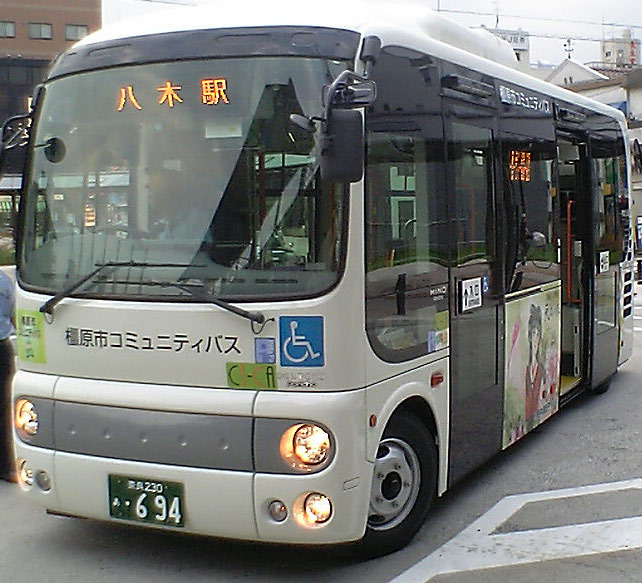
橿原市コミュニティバス

## 沿革
- 2007年9月2日：運行を開始する。
- 2009年9月5日：土・日祝日に限り明日香奥山まで延長する。
- 2018年4月1日：土・日祝日の明日香奥山乗り入れをやめ、近鉄・橿原神宮前駅に乗り入れる。

## 路線
- 平日7往復
  - 大和八木駅南口 - ミグランス橿原市役所分庁舎[1] - 橿原市役所前 - 奈良医大病院前<正面玄関前>[2] - かしはら万葉ホール - 橿原市藤原京資料室前 - 飛騨町 - 別所町 - 木之本町 - 南浦町 - 南山町 - 橿原市営香久山墓園 - 橿原市昆虫館

- 土日休日5往復
  - 大和八木駅南口 - 橿原市役所前 - 奈良医大病院前<正面玄関前>[2] - かしはら万葉ホール - 橿原市藤原京資料室前 - 飛騨町 - 別所町 - 木之本町- 奈良文化財研究所藤原宮跡資料室前 - 南浦町 - 南山町 - 橿原市営香久山墓園 - 橿原市昆虫館 - 橿原市営香久山墓園 - 南山町 - 南浦町 - 明日香小山 - 橿原神宮前駅中央口

## 運賃
- 大人(中学生以上)170円 小人(小学生)90円の均一料金。
  - 大人または小児1人に同伴の1才以上6才未満の幼児1人は無料。
- 土日祝運行ダイヤ時のみ、65歳以上と学生は、90円。
- 身体障害者手帳、療育手帳、精神障害者保健福祉手帳所持者は、5割引(大人90円・小児50円)。
  - 第1種身体障害者手帳、療育手帳A、精神障害者保健福祉手帳1級の介護人1名にも同様の割引が適応される。
- CI-CA（シーカ）・PiTaPa・ICOCA・PASMO・はやかけん・SUGOCAなどの交通系ICカードが使用可能。

## 車両
- 広い出入口と低いステップで乗り降りしやすい車いす対応のノンステップバスを使用している。車種は日野自動車ポンチョである。定員は座席11人、立席24人の35人乗りとなっている。
- 前面を除くボディには、漫画家里中満智子の作品「天上の虹・持統天皇物語」のイラストがラッピングされていて、ナンバーは、藤原京に関連した「・694」が希望ナンバーにより、取得している。

## その他
- 以前、橿原市は2001年に「橿原市公共施設連絡バス」を橿原神宮駅東口 - やわらぎの郷間(畝傍御陵前駅、小房、医大病院前、八木駅経由)で運行していたことがある。当時の運行受託はエヌシーバスであった。
- また橿原市昆虫館行のバスは以前、橿原市が年間400万円で奈良交通に運行を委託していたが、2003年3月末に廃止された経緯もある。
- 現在、新沢方面からイオンモール橿原方面にかけての交通空白地区への新路線が検討されている[3][4] 。
- 橿原市・明日香村は休日明日香奥山でコミュニティバスを相互に乗り継ぎが可能であることをアピールしている[5][リンク切れ]。ただし、机上のダイヤ上での話で、両バスが接続・連絡しているわけではない。